# Wildenfels (Simmelsdorf)

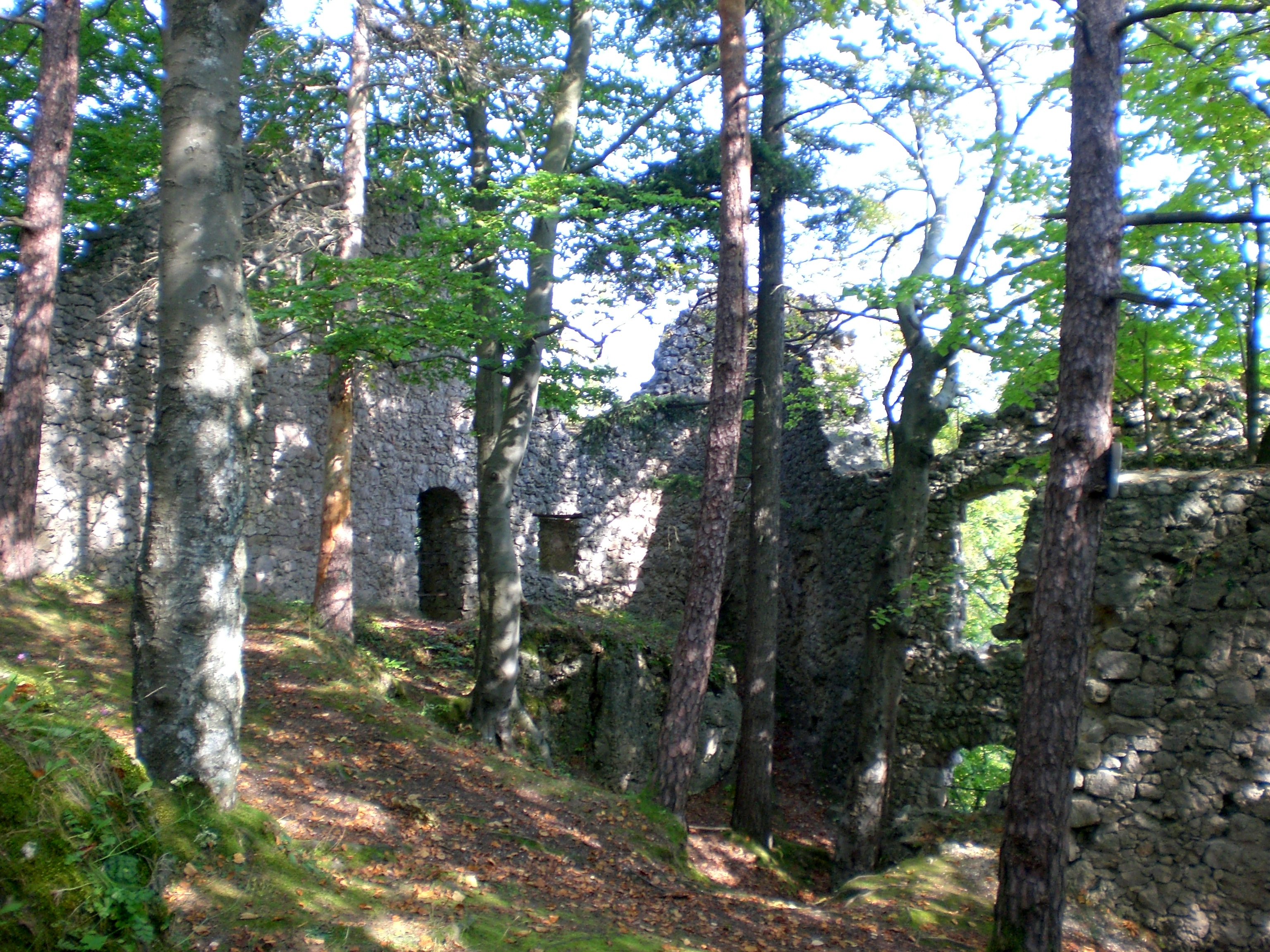
Burgruine Wildenfels (2011)

Wildenfels ist ein Gemeindeteil der Gemeinde Simmelsdorf im Landkreis Nürnberger Land (Mittelfranken, Bayern). Die Gemarkung Wildenfels hat eine Fläche von 6,364 km². Sie ist in 624 Flurstücke aufgeteilt, die eine durchschnittliche Flurstücksfläche von 10199,30 m² haben. In ihr liegt neben dem namensgebenden Ort der Gemeindeteil Ittling und die Ittlinger Mühle.

## Geografie
Das Dorf liegt an einem Südhang der Albhochfläche. Es ist teilweise vom Waldgebiet Haag umgeben. Oberhalb des Ortes im Wald befindet sich die Burgruine Wildenfels. Die Kreisstraße LAU 1 durchläuft den Ort und führt zur Bundesstraße 2 (1,5 km westlich) bzw. nach Strahlenfels (1 km östlich).

### Klima
Wildenfels liegt in der kühl-gemäßigten Klimazone und weist ein humides Klima auf. Der Landschaftsraum des Dorfes befindet sich im Übergangsbereich zwischen dem feuchten atlantischen und dem trockenen Kontinentalklima. Nach der Klimaklassifikation von Köppen/Geiger zählt Wildenfels zum gemäßigten Ozeanklima (Cfb-Klima). Dabei bleibt die mittlere Lufttemperatur des wärmsten Monats unter 22 °C und die des kältesten Monats über −3 °C.

## Geschichte
Der Erbauer der zum Ort gehörigen Burg, Dietrich III. von Wildenstein, wird 1313 genannt.
Mit dem Gemeindeedikt (frühes 19. Jahrhundert) wurde die Ruralgemeinde Wildenfels gebildet, zu der Ittling und Ittlinger Mühle gehörten. Sie unterstand in Verwaltung und Gerichtsbarkeit dem Landgericht Gräfenberg. Im Zuge der Gebietsreform in Bayern wurde die Gemeinde Wildenfels am 1. Januar 1978 in die Gemeinde Simmelsdorf eingegliedert.

## Einwohnerentwicklung
| Jahr | Einwohner |
| ---- | --------- |
| 1900 | 89        |
| 2019 | 41        |
| 2020 | 47        |

## Baudenkmäler
- Burgruine Wildenfels
- Haus Nr. 3 und 9: Wohnstallhäuser
- Haus Nr. 16: Ferienhaus